# Siffleur fauve
Pachycephala fulvotincta
Espèce
Le Siffleur fauve (Pachycephala fulvotincta) est une espèce d'oiseau appartenant à la famille des Pachycephalidae. Il est parfois considéré comme une sous-espèce du Siffleur doré.

## Répartition
Son aire s'étend de l'est de Java à Alor et aux îles Selayar.